# Ambrose De Paoli
Ambrose Battista De Paoli (19 août 1934 – 10 octobre 2007) est un prélat américain de l'Église catholique qui a travaillé dans le service diplomatique du Saint-Siège.

## Biographie
De Paoli est né à Jeannette, Pennsylvanie et est ordonné prêtre le 18 décembre 1960 pour l'archidiocèse de Miami, Floride.
Il obtient un doctorat en droit canon à l'Université pontificale du Latran
Pour se préparer à une carrière diplomatique, il entre à l'Académie ecclésiastique pontificale en 1964.
Le 23 septembre 1983, le pape Jean-Paul II le nomme archevêque titulaire de Lares (de) et nonce apostolique au Sri Lanka (en). Il est consacré évêque le 20 novembre 1983 par le cardinal Agostino Casaroli.
Le 6 février 1988, le pape Jean-Paul II le nomme délégué apostolique pour l'Afrique australe et pro-nonce apostolique au Lesotho (en). Il reçoit ensuite des titres supplémentaires lorsque la délégation pour l'Afrique australe est transformée en missions spécifiques par pays, en tant que nonce apostolique au Swaziland (en) le 17 avril 1993; délégué apostolique en Namibie (en) et au Botswana le 5 mars 1994 et nonce apostolique en Afrique du Sud le 25 juin 1994.
Le 11 novembre 1997, il est nommé nonce apostolique au Japon (en).
Le 18 décembre 2004, il est nommé nonce apostolique en Australie (en)
Il décède des suites de complications de leucémie à Miami Beach, Floride, le 10 octobre 2007,.